# Ekvalizér

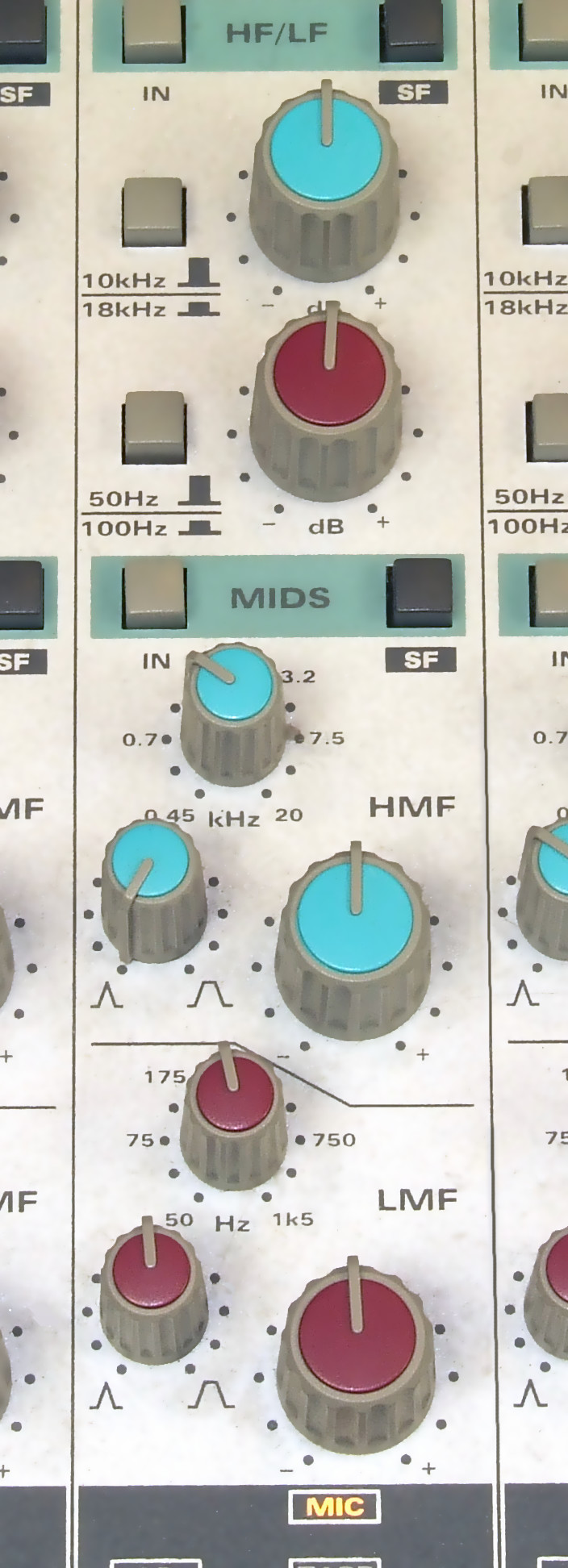
Parametrický ekvalizér na vstupní jednotce mixpultu

Ekvalizér je zařízení (nebo jeho část) sloužící k úpravám frekvenční charakteristiky zvukového signálu zesílením či potlačením některých částí akustického spektra, tedy tzv. pásem. Může být realizován i jako softwarový algoritmus v digitálním systému, ve kterém je zvuk zpracováván.

## Druhy ekvalizérů

### Tónové clony
Tónová clona vlastně není plnohodnotným ekvalizérem, je to jen jeho náhražka. Používá se, když je třeba minimalizovat náklady (např. některé levné rádiopřijímače) nebo není možno přivést napájecí napětí (např. elektrická kytara). Je to jen pasivní prvek, který nedokáže žádnou část spektra zesílit - může pouze některé zeslabit. Téměř vždy se vyskytuje v monofonním provedení. Ještě levnější náhražkou je clona s pouhým dvoupolohovým přepínačem (vypnutá/zapnutá).

### Tónové korekce
Nejjednodušším druhem plnohodnotného ekvalizéru jsou dvoupásmové tónové korekce. Nejčastěji se s nimi můžeme setkat např. u domácích integrovaných zesilovačů nebo podobných zařízení. Tónové korekce se v praxi ovládají dvojicí potenciometrů (většinou otočných), ty bývají označovány popisem Basy (Bass) a Výšky (Treble), co znamená, že jeden obvod je naladěn na oblast nižších kmitočtů a druhý na kmitočty vyšší.
- U dokonalejších přístrojů oba zesilovací obvody pracují shodným způsobem: podle nastavení příslušného potenciometru zesílí, resp. potlačí především frekvenci, na kterou je naladěn, ale také frekvence vyšší a nižší v trochu menším poměru, než frekvenci centrální. Takováto úprava by neměla nijak znatelně ovlivňovat kmitočty mimo upravované pásmo.

- Levnější konstrukce nevyužívají pro obě pásma identický obvod (lišící se pouze centrální frekvencí), ale speciální obvody pro nižší a vyšší kmitočty: obvod pro ovládání basů zesiluje (resp. potlačuje) svou centrální frekvencí a zhruba stejně frekvence nižší. U vyšších kmitočtů je opět menší vliv, než u frekvence centrální (stejně jako předchozí příklad). Obvod pro úpravu výšek pracuje analogicky - ovlivní svou centrální frekvenci a zhruba ve stejné míře frekvence vyšší. Toto řešení nepředpokládá v signálu výskyt subsonických frekvencí ani ultrazvuků - tyto jsou většinou omezeny konstrukčními vlastnostmi celého zařízení nebo odfiltrovány speciálními filtry.

Tónové korekce mohou být také ve stereofonním provedení - dvojice tandemových potenciometrů (dva potenciometry spojené mechanicky, tj. s jedním společným ovládacím knoflíkem, ale elektricky oddělené) ovládá korekční obvody pro dva nezávislé signály.
Některé tónové korektory nepoužívají potenciometry přímo pro regulování procházejícího signálu, ale pouze k regulaci stabilizovaného stejnosměrného napětí, kterým jsou potom ovládány napětím řízené zesilovače s příslušně upravenou kmitočtovou charakteristikou. Z toho vyplývá, že pro každý regulační prvek stačí pouze jednoduchý potenciometr s jednou lineární dráhou, kterým se může ovládat téměř neomezený počet paralelních kanálů (nejčastěji dva pro stereo). Řídící napětí z potenciometrů je dále filtrováno, a tím se zcela odstraní rušivé zvuky způsobené pohybem běžce potenciometru po odporové dráze, zejména při jejím opotřebení. Elektronický tónový korektor je většinou spojen i s elektronickým regulátorem hlasitosti se stejným principem, který může zároveň s hlasitostí volitelně i upravovat kmitočtovou charakteristiku (takzvaný fyziologický regulátor, loudness). Tento princip je vhodný i pro dálkové ovládání. Například v Československu se takový regulátor používal ve druhé polovině 80. let v televizních a rozhlasových přijímačích (Tesla MDA4290V).

### Vícepásmový grafický ekvalizér
Je možné se v praxi setkat s přístroji, které mají grafický ekvalizér osazen otočnými potenciometry, svůj název však grafický ekvalizér získal podle přístrojů osazených potenciometry tahovými. Tyto bývají umístěny vedle sebe tak, že jejich polohy určují body pomyslného grafu frekvenční charakteristiky. Každý potenciometr je přiřazen k jednomu pásmu (tedy frekvenční oblasti okolo své centrální frekvence), které je nastaveno tak, že součet všech pásem pokryje celé akustické pásmo. Při zakreslení do grafu s osou kmitočtů s logaritmickým měřítkem by měly být všechna pásma zhruba stejně velká.

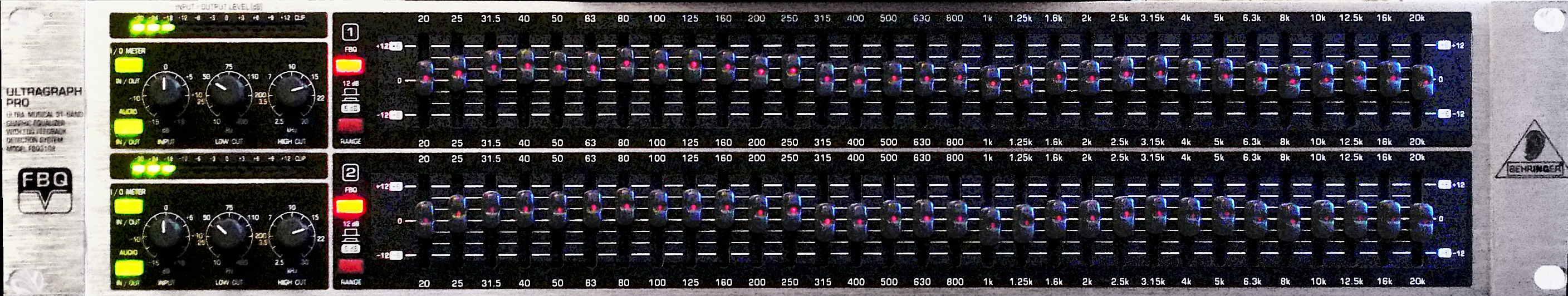
Dvoukanálový grafický ekvalizér Behringer FBQ, vlevo je sekce pro nastavení gainu a filtrů nízkých a vysokých kmitočtů

V případě trojpásmových ekvalizérů se používají pojmy basy, středy a výšky. U vícepásmových je pak každé pásmo jednoznačně definováno svou centrální frekvenci. U domácích systému bývají ekvalizéry troj nebo pětipásmové integrované do nějakého většího celku (např. zesilovač, nastavení televizoru atd.). V profesionální praxi se často používají ekvalizéry jako samostatné přístroje o 10 až 31 pásmech. Bývají často označeny podle šířky pásem (např. třetinooktávové, půloktávové...).
V současné době se však ekvalizéry čím dál častěji integrují do nějakého multifunkčního zařízení - v případě digitálního přístroje bývá ekvalizér nahrazen algoritmem, který více nebo méně dokonale plní funkci analogového ekvalizéru nebo jinak upravuje frekvenční charakteristiku signálu způsobem, který by byl v případě použití analogové techniky obtížně realizovatelný. (viz článek přístroje pro zpracování zvukového signálu)
Vícepásmové ekvalizéry bývají monofonní i stereofonní, někdy také duální - jeden přístroj obsahuje ovládací prvky pro dva kanály, obvykle jsou řízeny nezávisle.

### Parametrický ekvalizér
V profesionální praxi se velmi často vyskytuje potřeba upravit kmitočtovou charakteristiku daného signálu tak, že nevyhovuje běžný grafický ekvalizér. Jde zvláště o korekce úzkopásmových útlumů či zdůraznění apod. Proto se používají tzv. parametrické ekvalizéry. Každé pásmo je možno upravit pomocí obvodu o třech parametrech :
- frekvence - prvním ovladačem se nastavuje centrální kmitočet upravovaného pásma.
- kvantita - druhým ovladačem se nastaví zesílení či potlačení daného pásma, stejně jako u grafického ekvalizéru.
- kvalita - třetím ovladačem (označení Q - činitel jakosti) se volí šířku ovlivňovaného pásma - je tedy možno např. potlačit velmi úzké frekvenční rozmezí bez vlivu na ostatní zvuky nebo naopak např. zesílit podstatně širší pásmo.

Používají se jako vícepásmové (obvykle 3 a více), nebo v kombinaci s ostatními korekcemi (např. ve vstupních jednotkách mix. pultů může být běžné použití 3 pásmového ekvalizéru s pevnými kmitočty a 1-2 pásmového parametrického ekvalizéru).
Také se používají korektory pseudoparametrické, kde bývá činitel jakosti nastavený napevno.
Je tedy možné pomocí několika parametrů udělat úpravu s poměrně zásadním vlivem na přenos signálu. Nevýhodou je pro laiky příliš vědecký přístup a nutnost pochopení o něco hlubšího teoretického základu, než u grafického ekvalizéru.

### Hybridní nebo kvaziparametrický ekvalizér
S hybridními ekvalizéry se můžeme setkat především u mixážních pultů vyšších tříd, kde je nutno upravovat kmit. charakteristiku pro každý kanál, ale není zde dostatek místa pro mnohapásmové grafické či parametrické ekvalizéry. Hybridní ekvalizér je kompromisním řešením mezi parametrickým ekvalizérem a jednoduchými tónovými korekcemi. Výrobce daného přístroje určí podle druhu použití, které ovládací prvky jsou nutné, a které je možné továrně nastavit na určitou hodnotu.
Pro příklad uvedeme čtyřpásmový hybridní ekvalizér. Bude obsahovat 6 potenciometrů: nejnižší frekvence mohou být ovládány jedním potenciometrem (pevně nastavená frekvence i Q). Druhé a třetí pásmo budou mít po dvou potenciometrech - zesílení a frekvence (pevně nastavené Q). Poslední potenciometr bude ovládat zesilování výšek (pevná frekvence i Q).

## Nadstandardní vybavení
V praxi se můžeme setkat s přístroji, které mají v sekci ekvalizéru ještě další ovládací prvky, kromě výše zmíněných.
- balance
- korekce hlasitosti (častěji u profesionálních)
- loudness (někdy u domácích)
- subsonický filtr, ultrazvukový filtr (prof.)

a další podle druhu využití přístroje.